# 相逢何必曾相識 (日劇)
相逢何必曾相識（日文原名：素晴らしきかな人生）是富士電視台於1993年7月1日～9月16日每逢星期四播放的電視劇（木曜劇場）。這部戲是友坂理惠的電視出道作品，STAR TV旗下的衛視中文台曾以中文配音的方式在台灣播出。

## 劇情概要
高畑遙（友坂理惠）的父母離異，由母親結女（淺野溫子）照顧長大，從小每年生日都會收到匿名人士寄來的錄音帶，內容是從各地錄下的環境聲音；和結女一起長大、現在同一學校任教的芝木貢（織田裕二）一直心儀結女，但他的女友伊藤初音（富田靖子）佔有慾強、忌妒心重，甚至以死來阻止他和結女在一起。
某天，小遙從健檢報告中發現穗坂新平（佐藤浩市）並非自己生父，大受打擊，不久後收到一捲新的錄音帶，裡面竟出現一個男人聲音，男人表示他才是小遙的生父，而在此時，結女也被診斷出罹患乳癌……

## 演員
- 高畑結女：淺野溫子
- 芝木貢：織田裕二
- 伊藤初音：富田靖子
- 今泉安見子：七瀨夏美
- 高畑遙：友坂理惠
- 橫山政治：大塚周夫
- 濱田徹：池田裕成
- 大河內涉：加藤善博
- 笠井直樹：長谷川明男
- 的場公明：大出俊
- 高畑結女（高中生時代）：瀨戶朝香
- 伊藤忠行：新克利
- 筧志津子：中村久美
- 永澤邦生：田中健
- 穗坂新平：佐藤浩市

## 製作人員
- 編劇：野澤尚
- 音樂：山梨鐐平
- 製作人：大多亮、喜多麗子
- 導演：光野道夫、杉山登

## 主題歌
- 「Make-up Shadow」／井上陽水

## 副標題及收視率
| 集數   | 副標題             | 收視率 |
| ------ | ------------------ | ------ |
| 第1話  | 決して恋をしない女 | 20.7%  |
| 第2話  | 放課後の告白       | 18.9%  |
| 第3話  | 学園ドラマ         | 19.2%  |
| 第4話  | 女がこの世を狂わす | 18.1%  |
| 第5話  | 乳房               | 19.1%  |
| 第6話  | 母が女になる時     | 19.3%  |
| 第7話  | 父帰る             | 17.3%  |
| 第8話  | 飾りのない結婚式   | 16.2%  |
| 第9話  | 年上の妻           | 20.6%  |
| 第10話 | 悲劇               | 20.6%  |
| 第11話 | 誰のための人生     | 21.6%  |
| 第12話 | 女の一生           | 25.0%  |